# 余綸
余綸（17世紀—17世紀），字仰泉，浙江紹興府諸暨縣人，明朝、南明政治人物。

## 生平
余綸父親余元文自小聰明，通曉經史、術數和五行，兒子成進士後受同等官職，生活依然如常；他喜愛梅花和菊花，說：「他們有德，我以為友。」八十多歲才去世。
崇禎十二年（1639年），余綸舉己卯科浙江鄉試二十一名，崇禎十六年（1643年）成進士，獲授興化推官，不久大順軍隊攻陷北京，抓捕官員充任新朝職務，或是施加酷刑；他和同鄉、同年進士史繼鰌隱匿姓氏，經小道歸家，投靠魯王朱以海朝廷遷官金衢嚴道參政。其後因為侍奉生病的父親三年而辭官杜門，其他時間則讀書研究，屏居山樓不離開十餘年，晚年喜歡吟詠陶淵明詩歌，借以描述自己境況，著有《蘿月菴集》，山陰張岱寫下《三不朽圖贊》時，將余綸和會稽陶奭齡、章正宸並列入隱遁傳。

## 家族
兒子一耀，清朝康熙二十一年進士；弟弟余縉，順治九年進士。

## 引用
1. 1 2  宣統《諸暨縣志·卷三十·人物志 列傳四》：余元文，字仰泉，幼穎悟，博綜經史，岐黃占測、五行諸書無不通曉，子綸、縉皆成進士，封如其官，布衣徒步如常。時性愛梅菊，曰：「吾以友其德也。」年踰八十卒，縉自有傳。綸字伯綬，號岸修，崇禎癸未與同邑史繼鰌同年成進士，除興化府推官未赴任；流賊陷京師，大索庶僚汙以偽官，或酷刑加訊，自大學士魏藻德下囁嚅怗怗，俯從不敢。後綸偕繼鰌韜匿姓氏閒關歸里，繼鰌家貧教授諸生藉束脩以自養，綸杜門侍父病踰三載，不安寢讀書根究理要，與弟縉自相師友。鼎革後屏居山樓，足不下梯者十餘載，晚年喜詠陶靖節詩，蓋借以自況也，山陰張陶庵岱作《三不朽圖贊》，以綸與會稽陶石梁奭齡、章格菴正宸竝列隱遁，著有《蘿月菴集》，子一耀自有傳。…… 據康熙、乾隆府志、《大觀堂文集》纂
2. ↑  宣統《諸暨縣志·卷二十四·科第表上》：（崇禎）十二年己卯（舉人） 余綸 字伯綬，丙子舉人縉胞兄，癸未進士 十六年癸未……余綸 三甲一百七十三名，福建興化府推官，有傳
3. ↑  錢海岳《南明史·卷八十三·列傳第五十九》：俞綸【余綸】，字伯綬，諸暨人。崇禎十六年進士。興化推官，累遷金衢嚴參政。侍父樓居，不下十餘年，卒。